# Ostellato
Ostellato (Ustlà in dialetto ferrarese) è un comune italiano di 5 590 abitanti della provincia di Ferrara in Emilia-Romagna. Fa parte dell'Unione dei comuni Valli e Delizie.

## Geografia fisica
Situato poco lontano dalla superstrada Ferrara-Mare, raccordata con l'Autostrada A13 (uscita sud di Ferrara) e la Romea, e posizionato sulla statale Ferrara-Comacchio, a 30 km sia da Ferrara che dal mare, a 60 km da Ravenna a 120 km da Venezia.

## Storia

### Simboli
Nella cattedra del coro della chiesa è scolpito il vecchio stemma comunale, rimasto in vigore dal 1200 circa fino al 1863, nel quale sono raffigurate tre stelle nella parte superiore ed una figura rotondeggiante in basso, simile ad una valle con piccole isole. Successivamente venne impresso sulla campana maggiore un nuovo stemma ufficiale che sostituì la presunta valle con tre ossa, probabile gioco di parole con "ossa" (in greco οστά) e "stelle". Questo nuovo stemma, divenne ufficiale in epoca napoleonica e fece la sua prima comparsa ufficiale sul gonfalone per i festeggiamenti in occasione della visita di Pio IX, nel 1857.
Lo stemma attualmente in uso è stato concesso con il decreto del presidente della repubblica del 26 giugno 2008.
(D.P.R. 26.06.2008 concessione di stemma e gonfalone)
Il gonfalone è un drappo di bianco con la bordatura di azzurro.

## Monumenti e luoghi d'interesse

### Architetture religiose
- Chiesa parrocchiale dei Santi Pietro e Paolo
- Pieve di San Vito dell'omonima frazione
- Chiesa di San Martino Vescovo nella frazione di Alberlungo
- Chiesa dei Santi Giacomo e Cristoforo Apostoli nella frazione di Medelana
- Chiesa di Santa Maria Assunta e Santa Lucia nella frazione di Rovereto
- Chiesa dei Santi Filippo e Giacomo Apostoli nella frazione di Dogato
- Chiesa di Santo Stefano a Libolla

### Oasi naturali

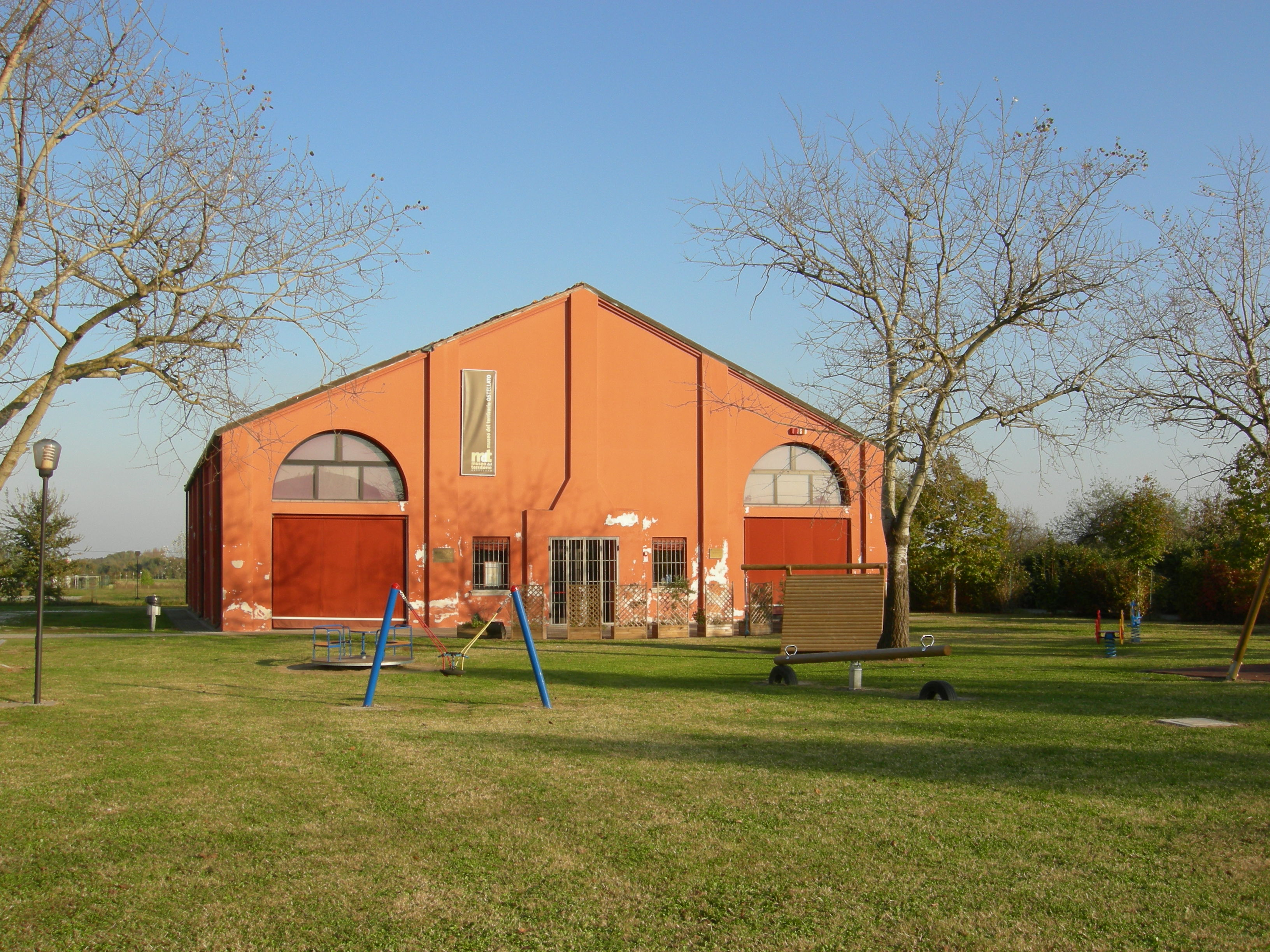
Museo del Territorio

- Anse Vallive o vallette: oasi di protezione faunistica inserita nel Parco Naturale Regionale del Delta del Po.

## Società

### Evoluzione demografica
Abitanti censiti

## Cultura

### Istruzione

#### Istituti di istruzione superiore
- Istituto Agrario Fratelli Navarra

## Geografia antropica

### Frazioni
- Dogato
- Rovereto
- San Giovanni
- Libolla
- Campolungo
- Medelana
- San Vito
- Alberlungo

## Infrastrutture e trasporti
Oltre che dalle vie d'acqua, in virtù della collocazione all'interno del delta del Po, Ostellato è storicamente servita da alcune strade provinciali, cui nella seconda metà del Novecento si è aggiunto il Raccordo autostradale 8, che presenta un'uscita dedicata.
Per quanto riguarda il trasporto ferroviario, la stazione di Ostellato è posta lungo la linea Ferrara-Codigoro, servita da corse svolte da TPER nell'ambito del contratto di servizio con la Regione Emilia-Romagna. Il territorio comunale ospita inoltre la stazione di Dogato, la stazione di Rovereto-San Vito-Medelana e la stazione di Tresigallo-Correggi, ubicate nelle omonime frazioni.
La stazione di Dogato è inoltre il capolinea della ferrovia Portomaggiore-Dogato.
Fra il 1911 e il 1945 la località costituiva il capolinea occidentale della tranvia a vapore Ostellato-Porto Garibaldi, gestita dalla Società Anonima delle Ferrovie e Tramvie Padane (FTP), poi sostituita dall'attuale autoservizio. Tale infrastruttura proprio a Ostellato si diramava da un'altra tranvia della stessa amministrazione la linea Ferrara-Codigoro, attivata nel 1901 e nel 1931 trasformata in linea ferroviaria.

## Amministrazione

Gonfalone comunale

Di seguito è presentata una tabella relativa alle amministrazioni che si sono succedute in questo comune.
| Periodo        | Periodo        | Primo cittadino     | Partito                                                        | Carica  | Note  |
| -------------- | -------------- | ------------------- | -------------------------------------------------------------- | ------- | ----- |
| 2 luglio 1987  | 13 luglio 1990 | Gabriele Melchiorri | Partito Comunista Italiano                                     | Sindaco | [ 7 ] |
| 19 luglio 1990 | 24 aprile 1995 | Gabriele Melchiorri | Partito Comunista Italiano, Partito Democratico della Sinistra | Sindaco | [ 7 ] |
| 25 aprile 1995 | 14 giugno 1999 | Gabriele Melchiorri | lista civica                                                   | Sindaco | [ 7 ] |
| 14 giugno 1999 | 14 giugno 2004 | Gabriele Melchiorri | centro-sinistra                                                | Sindaco | [ 7 ] |
| 14 giugno 2004 | 8 giugno 2009  | Paolo Calvano       | centro-sinistra                                                | Sindaco | [ 7 ] |
| 8 giugno 2009  | 26 maggio 2014 | Andrea Marchi       | lista civica                                                   | Sindaco | [ 7 ] |
| 26 maggio 2014 | 27 maggio 2019 | Andrea Marchi       | lista civica Progetto per il futuro                            | Sindaco | [ 7 ] |
| 27 maggio 2019 | 10 giugno 2024 | Elena Rossi         | lista civica FuturOstellato                                    | Sindaco | [ 7 ] |
| 10 giugno 2024 | in carica      | Elena Rossi         | lista civica FuturOstellato                                    | Sindaco | [ 7 ] |

- Classificazione climatica: zona E, 2270 GR/G